# Zygodon podocarpi
Zygodon podocarpi là một loài rêu trong họ Orthotrichaceae. Loài này được Müll. Hal. ex Malta mô tả khoa học đầu tiên năm 1926.